# Kékfejű legyezőfarok
A kékfejű legyezőfarok (Rhipidura cyaniceps) a madarak osztályának verébalakúak (Passeriformes) rendjébe és a legyezőfarkú-félék (Rhipiduridae) családjába tartozó faj.

## Rendszerezése
A fajt John Cassin amerikai ornitológus írta le 1855-ben, a Muscipeta nembe Muscipeta cyaniceps néven.

## Alfajai
- Rhipidura cyaniceps cyaniceps (Cassin, 1855) - Luzon keleti, középső és déli része és a Catanduanes sziget
- Rhipidura cyaniceps pinicola (Parkes, 1958) - Luzon északnyugati része[2]

## Előfordulása
A Fülöp-szigetekhez tartozó Luzon szigetén honos. Természetes élőhelyei a szubtrópusi vagy trópusi síkvidéki és hegyi esőerdők, valamint másodlagos erdők. Állandó, nem vonuló faj.

## Megjelenése
Testhossza 18 centiméter.

## Természetvédelmi helyzete
Az elterjedési területe nagyon nagy, egyedszáma pedig stabil. A Természetvédelmi Világszövetség Vörös listáján nem fenyegetett fajként szerepel.